# Abraham Blum

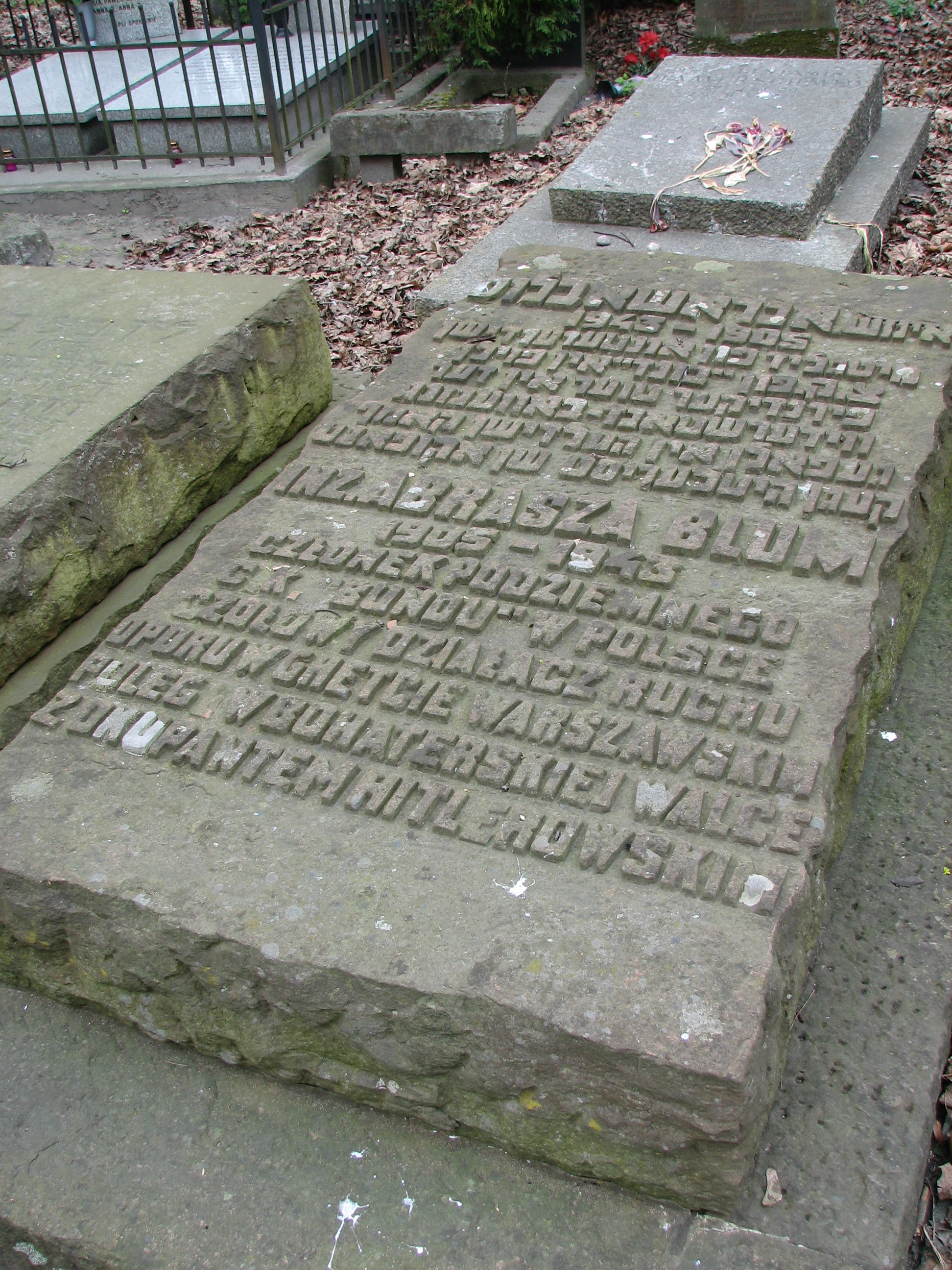
Grabstein des Abrasza Blum

Abraham (Abrasha) Blum (* 1905 in Vilnius; † 1943 in Warschau) war ein Führer des Allgemeinen Jüdischen Arbeiterbunds („Bund“), der von der Gestapo nach dem Warschauer Ghettoaufstand ermordet wurde.

## Leben
Abraham Blum wurde 1905 in Vilnius geboren. Nach dem Besuch des jüdischen Gymnasiums studierte er in Belgien Ingenieurwissenschaften. Blum ging mit seiner Frau Luba, mit der er später auch zwei Kinder bekam, nach Warschau, dort wurde er Mitglied des „Tsukunft“ und des Bund-Komitees. Auch war er im ZK der Tsukunft für ganz Polen und im Stadtrat. Schon aus dieser Zeit wird berichtet, dass Abrasha Blum, wie er von Freunden und Anhängern genannt wurde, seine gesamte Zeit nur für andere gegeben habe.
Als der Zweite Weltkrieg begann, blieb Blum als einer der wenigen wichtigen Bundführer in Warschau. Er mobilisierte Arbeitermilizen, organisierte die politische Arbeit des Bundes und gab fast alleine deren Zeitung, die Folkstsaytung heraus. Nach der deutschen Besetzung wurde er der Vordenker des illegalen Bundes, er organisierte weiter den Bund und mit ihm wurde eine neue Führung gebildet. Im Ghetto blieb Blum weiterhin aktiv, er wurde Mitglied vieler Parteiorganisationen, u. a. des Archivkomitees, des Santoriumskomitees und des Roten Kreises. Er leitete auch zusammen mit Adam Sznaidmil und Bernard Goldstein die Bundmiliz, die schon am Anfang gegen die Antisemiten kämpfte. In den nächsten Jahren blieb er weiter so aktiv, auch forderte er als einer der ersten im Bund den bewaffneten Widerstand. Nach den großen Deportationen 1942 plädierte er dafür, die Bundmiliz mit den anderen Gruppen zur Jüdischen Kampforganisation (ZOB) zusammenzuschließen. Abrasha Blum wurde Mitglied des politischen Arms des ZOB, des Koordinations-Komitees. Er nahm, obwohl er nicht als besonders guter Kämpfer galt, an dem Warschauer Ghettoaufstand teil. Mit Marek Edelman, mit dem er schon im Bürstenmachergebiet kämpfte, konnte er am 10. Mai 1943 durch Kanäle auf die andere Seite fliehen. Doch wurde er in einer Wohnung im Mai von der Polizei geschnappt. Blum versuchte, zu fliehen. Er wollte sich an einem Bettlaken herunterlassen, das aber riss. Abrasha wurde mit zwei gebrochenen Beinen zur Gestapo gebracht und dort ermordet.
Postum wurde ihm 1945 der Orden Virtuti Militari verliehen.